# Elecciones presidenciales de Estados Unidos de 1936
Las elecciones presidenciales de Estados Unidos de 1936 se realizaron el martes 3 de noviembre del mencionado año, siendo la trigésimo octava elección presidencial cuadrienal desde la independencia del país, así como la segunda del período histórico conocido como Quinto Sistema de Partidos. El Colegio Electoral a cargo de elegir al presidente y al vicepresidente estaba compuesto por 531 miembros, necesitándose el voto de 266 electores para ganar las elecciones.
En medio de la Gran Depresión, con su popularidad en alza debido a las políticas públicas del «Nuevo Acuerdo» (New Deal), el presidente en ejercicio Franklin D. Roosevelt, del gobernante Partido Demócrata, se presentó a la reelección. El Partido Republicano presentó la candidatura del millonario gobernador de Kansas, Alf Landon. Un tercer candidato fue William Lemke, por el populista Partido de la Unión. Landon apoyaba algunos aspectos del New Deal,  pero lo criticó por supuesto desperdicio e ineficiencia de su aplicación. Aunque había conseguido alejarse de la imagen negativa del expresidente Herbert Hoover, Landon fue ineficaz a la hora de hacer campaña y enfrentó críticas por su falta de apariciones públicas, inusual en un candidato presidencial que no hubiera ocupado el cargo antes. Sin embargo, hubo eventos que exacerbaron un creciente triunfalismo republicano en el período previo a las elecciones, tales como la victoria del partido en los comicios estatales de Maine en septiembre y la publicación de una encuesta a sus lectores por parte del influyente semanario The Literary Digest que daba a Landon como ganador por amplio margen. Tanto las elecciones gubernativas de Maine (realizadas siempre dos meses antes de la elección presidencial) como la encuesta de The Literary Digest (que se realizaba desde hacía cinco elecciones) tenían la reputación de haber acertado siempre o casi siempre en predecir qué partido obtendría la victoria.
La elección tuvo como novedad la realización, por primera vez, de grandes sondeos y encuestas organizadas que tenían como objetivo predecir el resultado. Algunos expertos políticos vaticinaron una competencia cerrada entre Roosevelt y Landon. Sin embargo, casi todos se equivocaron completamente, y Roosevelt obtuvo la victoria más aplastante desde el comienzo del sistema bipartidista en 1850. El candidato demócrata obtuvo el 60.80 % del voto popular, mientras que Landon logró el 36.54 % y Lemke solo el 1.95 %. Roosevelt se impuso en todos los estados menos Maine y Vermont, que juntos emitieron ocho votos electorales y fueron los únicos en los que se impuso Landon. Con 523 electores, Roosevelt recibió el 98.49 % del total de votos electorales, que sigue siendo la cantidad porcentual más alta obtenida por cualquier candidato desde 1820. Al momento de la elección, Roosevelt batió otros dos récords que posteriormente serían rotos nuevamente por muy poco: obtuvo el mayor porcentaje de votos emitidos hasta el momento (Lyndon B. Johnson lo superó en 1964 con un 61.05 %, apenas un 0.25 % más); y obtuvo la mayor cantidad absoluta de votos electorales hasta entonces (Ronald Reagan logró obtener 525, dos votos más, en las elecciones de 1984, aunque debido al crecimiento del Colegio Electoral a 538 escaños con la incorporación de Alaska y Hawái, el porcentaje fue inferior).
Además de marcar un hito en la historia electoral estadounidense, el éxito de las encuestas con base científica diseñadas por George Gallup y Elmo Roper para determinar quien sería el vencedor (si bien Roosevelt ganó por un porcentaje bastante más alto que el vaticinado) catapultó al reconocimiento nacional e internacional la creación de las encuestas de opinión modernas y propició su rápida generalización.

## Candidaturas

### Partido Demócrata
|                                                         |                                                             |
| Candidatura del Partido Demócrata de 1936               |                                                             |
| Franklin D. Roosevelt                                   | John Nance Garner                                           |
| para presidente                                         | para vicepresidente                                         |
|                                                         |                                                             |
| Presidente de los Estados Unidos de América (1933-1937) | Vicepresidente de los Estados Unidos de América (1933-1937) |

La anterior Convención Nacional Demócrata había sido extremadamente reñida debido a que hasta entonces se requerían dos tercios de los delegados para ratificar una candidatura presidencial. La finalidad práctica de tal legislación era dar a los Demócratas del Sur un poder de veto de facto en la nominación partidaria, a fin de evitar un triunfo absoluto del sector progresista que cuestionara la política de segregación racial llevada a cabo por dichos estados. A pedido de un Roosevelt extremadamente fortalecido, se revocó la regla de dos tercios, permitiendo que el candidato fuese designado por una mayoría general. Roosevelt se presentó para buscar una nueva nominación, nuevamente con Garner como compañero de fórmula.
Desde sus primeros cien días en la presidencia, Roosevelt había enfrentado su mayor oposición dentro del mismo Partido Demócrata por parte del exgobernador de gobernador de Luisiana Huey Long, un abierto y controvertido dirigente populista de izquierda. Originalmente aliado de Roosevelt, Long se distanció al considerar que las políticas del New Deal eran insuficientes para disminuir las condiciones desfavorables de los pobres, y en febrero de 1934 postuló su programa «Share Our Wealth» (en español: «Comparta nuestra riqueza»), con numerosas medidas consideradas muy radicales para la época, tales como prohibir que una misma persona acumulara un patrimonio neto superior a 300 veces la fortuna familiar promedio, una pensión a las personas mayores de sesenta años, y educación pública gratuita. Long creía que la causa subyacente de la Gran Depresión (a la que llamó «la depresión del Sr. Roosevelt») era la creciente disparidad entre los ricos y todos los demás. El programa, a pesar de la extrema popularidad de Long en Luisiana, fue considerada demasiado extrema y capaz de hacer peligrar el éxito del New Deal. El lema de dicho movimiento fue «Every Man a King (But No One Wears a Crown)» («Cada hombre es un Rey (pero no uno que lleve Corona)»). Long, que todavía no estaba decidido sobre su posible precandidatura, no llegó a competir, ya que fue asesinado el 10 de septiembre de 1935.
Con el asesinato de Long, Henry Skillman Breckinridge, de la extremadamente minoritaria facción demócrata contraria al New Deal, presentó su postulación contra Roosevelt en las primarias. Otros precandidatos menores fueron Upton Sinclair, John S. McGroarty y Joseph Coutremarsh, aunque ninguno de los tres compitió en las primarias en más que uno o dos estados. Sinclair y McGroarty compitieron solo en el estado de California, mientras que Coutremarsh compitió solo en Virginia Occidental y Florida, recibiendo menos votos que cualquiera de los otros contendientes. Catorce estados eligieron a sus delegados en la Convención Nacional Demócrata por medio de elecciones primarias, que tuvieron lugar entre el 10 de marzo y el 19 de mayo de 1936. Roosevelt obtuvo una victoria casi unánime en todo el país, con la sola excepción de Nueva Jersey, donde no se presentó y de todas formas recibió un 19 % de los votos por escrito, ubicándose en segundo puesto detrás de Breckinridge, que obtuvo de este modo un único delegado. En términos porcentuales, el presidente en ejercicio obtuvo el 93.20 % de los votos (casi cinco millones de sufragios) y 37 de los 38 delegados en disputa.
La Convención Nacional Demócrata se celebró en Filadelfia entre el 23 y el 27 de julio. Los delegados eligieron al presidente titular Roosevelt y al vicepresidente John Nance Garner por unanimidad.
|  | 100.00 % |

|  | 100.00 % |

### Partido Republicano
|                                             |                                           |
| Candidatura del Partido Republicano de 1936 |                                           |
| Alfred M. Landon                            | Frank Knox                                |
| para presidente                             | para vicepresidente                       |
|                                             |                                           |
| Gobernador de Kansas (1933-1937)            | Editor del Chicago Daily News (1931-1940) |

La Convención Nacional Republicana de 1936 se celebró en Cleveland, Ohio, entre el 9 y el 12 de junio. Aunque muchos candidatos buscaron la nominación republicana, solo dos, el gobernador de Kansas Alfred Landon y el senador por Idaho William Borah, se consideraron candidatos con posibilidades serias. Mientras que el fiscal del condado Earl Warren de California, el gobernador Warren Green de Dakota del Sur y Stephen A. Day de Ohio ganaron sus respectivas primarias, Borah, de setenta años, un progresista muy conocido e «insurgente» ganó las primarias de Wisconsin, Nebraska, Pensilvania, Virginia Occidental y Oregón, mientras que también se desempeñó con bastante fuerza en Illinois (donde ganó Frank Knox) y en Dakota del Sur. Entre otros posibles precandidatos, el expresidente Herbert Hoover, con tan solo cincuenta y ocho años al momento de dejar el cargo, mantuvo durante la década de 1930 la esperanza de obtener un segundo mandato, con un encendido discurso contra el New Deal. La maquinaria del partido, sin embargo, respaldaba casi de manera uniforme a Landon, un empresario centrista y millonario, que ganó las primarias en Massachusetts y Nueva Jersey y dominó los comités partidarios estatales. Knox se retiró de la carrera y accedió a ser el compañero de fórmula de Landon (después de que el gobernador de Nuevo Hampshire, Styles Bridges, rechazara la postulación). Day, Green, y Warren dejaron a sus delegados con libertad de voto, lo que resultó en un triunfo casi unánime de Landon.
|  | 98.11 % |

|  | 100.00 % |

|  | 1.89 % |

### Otras candidaturas
Mucha gente, incluyendo al presidente del Comité Nacional Demócrata, James Farley, esperaba que Huey Long no intentara disputarle la nominación demócrata a Roosevelt, sino contender como un tercer candidato con su programa «Comparte Nuestra Riqueza» como plataforma electoral. Las encuestas realizadas durante 1934 y 1935 sugirieron que Long podría haber obtenido entre seis y siete millones de votos, un 15 % del total emitido en las elecciones.
Sin embargo, Long fue asesinado en septiembre de 1935. Algunos historiadores, incluido el biógrafo de Long, T. Harry Williams, sostienen que Long, de hecho, nunca tuvo la intención de postularse para la presidencia en 1936. En cambio, había estado conspirando con el padre Charles Coughlin, un sacerdote católico y personalidad de radio populista, para fundar un «Partido Comparte Nuestra Riqueza». La idea de Long, de acuerdo con Williams, sería presentar un candidato «sacrificial» (es decir, sin posibilidades reales de resultar electo), para que dividiera el voto izquierdista con el de Roosevelt y resultaría en la elección de un presidente republicano. Tal derrota demostraría la potencia electoral del programa de Long y, de este modo, podría obtener la nominación demócrata y ser elegido presidente en 1940.
Antes de la muerte de Long, los contendientes principales para el papel del candidato sacrificial de 1936 incluyeron al senador de Idaho William Borah, senador por Montana y compañero de fórmula de Robert M. La Follette en 1924; Burton K. Wheeler, y el gobernador Floyd B. Olson del Partido Agrario-Laborista de Minesota. Sin embargo, después del asesinato de Long, los dos senadores perdieron interés en la idea, mientras que Olson fue diagnosticado con cáncer de estómago terminal.
El padre Coughlin, que se había aliado con el Dr. Francis Townsend, un activista político de izquierda que estaba presionando para la creación de un sistema de pensiones por vejez, y el reverendo Gerald LK Smith, finalmente se vieron obligados a postular al representante William Lemke (R Dakota del Norte) como candidato del recién creado «Partido de la Unión». Lemke, que carecía del carisma y la estatura nacional de los otros candidatos potenciales, tuvo un mal desempeño en las elecciones, apenas logró el dos por ciento de los votos, y el partido se disolvió al año siguiente.
William Dudley Pelley, jefe de la fascista Legión de Plata, se postuló por el Partido Cristiano de América en el estado de Washington, pero obtuvo menos de dos mil votos.
Earl Browder se postuló para el Partido Comunista de los Estados Unidos de América (CPUSA).

## Campaña
Con la muerte de Long y el inicio del «Segundo New Deal» en 1935, la posición de Roosevelt de cara a una reelección parecía asegurada y este no pareció necesitar hacer una campaña proselitista muy marcada, con sus partidarios defendiendo el éxito que las políticas sociales estaban teniendo en aliviar los problemas de la Gran Depresión, afirmando también que se habían creado nuevos instrumentos de poder público para hacer más efectiva la ayuda del gobierno federal a la población. Por su parte, Landon demostró ser extremadamente ineficaz para hacer campaña, ya que rara vez viajaba. La mayoría de los ataques contra Roosevelt y su política fueron elaborados por sus partidarios. En los dos meses posteriores a su nominación, el candidato opositor no hizo aparición pública alguna. Esto le valió críticas mordaces incluso por parte de opositores acérrimos a Roosevelt, como el columnista Westbrook Pegler, de la Revista Time, que comentó satíricamente en un artículo del 26 de octubre: «Un misterio considerable rodea la desaparición de Alfred M. Landon de Topeka, Kanzas... La Oficina de Personas Desaparecidas ha enviado un boletín de alarma con la fotografía del Sr. Landon y otros detalles. Cualquier persona que tenga información sobre su paradero, se le pide que se comunique directamente con el Comité Nacional del Partido Republicano».
El Partido Republicano había buscado moderarse para evitar mostrarse demasiado crítico con políticas que eran sumamente populares para el público estadounidense, y su plataforma electoral rescataba gran parte de la política de Roosevelt. Landon respetaba y admiraba al presidente y aceptaba la mayor parte del New Deal, pero objetaba que era hostil a los negocios e implicaba demasiado desperdicio e ineficiencia. Evitando el tema económico, Landon y su equipo buscaron sostener la idea de que Roosevelt estaba intentando concentrar poderes en su persona y convertir al país en una dictadura. Al final de la campaña, Landon acusó a Roosevelt de estar «corrompido», es decir, de adquirir tanto poder que estaba subvirtiendo la Constitución:

El presidente habló sinceramente cuando se jactó [...] «Hemos construido nuevos instrumentos de poder público». Habló sinceramente cuando dijo que estos instrumentos podrían proporcionar «grilletes para las libertades de la gente [...] y [...] esclavitud para el público». Estos poderes se otorgaron con el entendimiento de que solo eran temporales. Pero después de que se obtuvieron los poderes, y después de que la emergencia terminó claramente, nos dijeron que se crearía otra emergencia si se entregaba el poder. En otras palabras, la concentración de poder en manos del presidente no era una cuestión de emergencia temporal. Se trata de una política nacional permanente. En mi opinión, la emergencia de 1933 fue una mera excusa [...] La planificación económica nacional, el término utilizado por esta Administración para describir su política, viola los ideales básicos del sistema estadounidense [...] El precio de la planificación económica es la pérdida de la libertad económica. Y la libertad económica y la libertad personal van de la mano.
Alf Landon, 26 de octubre de 1936

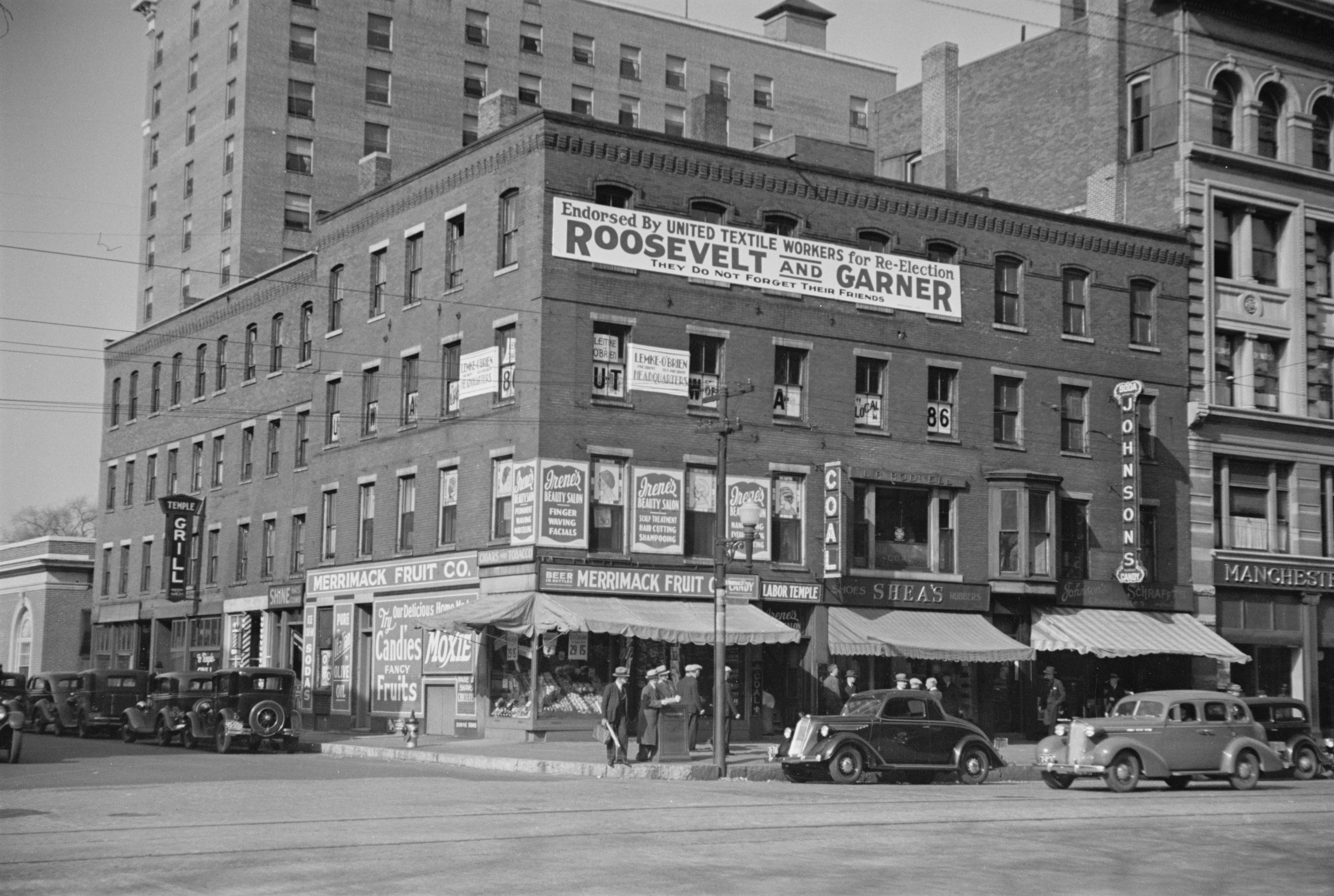
Cartel electoral de Roosevelt en Mánchester, Nuevo Hampshire, señalando el apoyo del sindicato de trabajadores textiles a la reelección del mandatario.

En su campaña por obtener el voto de las minorías, Landon contó con un fuerte apoyo por parte del atleta afroamericano Jesse Owens, cuatro veces medallista de oro de los Juegos Olímpicos de Berlín 1936, en ese entonces gobernada por el régimen de la Alemania nazi. El ascenso olímpico de Owens puso de manifiesto las condiciones negativas en las que vivía la población afroamericana en Estados Unidos bajo las políticas de los demócratas del Sur, pues mientras que en Berlín pudo alojarse en los mismos hoteles que los blancos y Adolf Hitler le estrechó la mano, al retornar no se le permitió ingresar por la puerta del Waldorf Astoria de Nueva York y en su lugar debió emplear un ascensor de carga para concurrir a una ceremonia en honor a él mismo, mientras que Roosevelt se negó a invitarlo a la Casa Blanca alegando que «estaba ocupado». Durante una concentración republicana en Baltimore, el 9 de octubre de 1936, Owens descartó los rumores de que Hitler lo hubiera rechazado, y afirmó que percibía más rechazo hacia él por parte del gobierno demócrata que de parte del gobierno nazi. Días más tarde, en una entrevista, afirmó: «Hitler no me rechazó, fue nuestro presidente [Roosevelt] quien me rechazó. Él ni siquiera me envió un telegrama».
A pesar de la casi total certeza de que Roosevelt tenía su segundo mandato asegurado, algunos sucesos políticos en los meses previos a la elección parecieron favorecer a Landon, y llevaron a expertos políticos a sugerir que la competencia podía ser más cerrada de los esperado. En septiembre tuvieron lugar las elecciones para gobernador de Maine, estado que celebraba sus elecciones dos meses antes que las votaciones a nivel nacional en noviembre, debido a que el clima resultaba más cálido y a la cosecha temprana. Desde 1832, por lo general el partido que ganaba la gobernación de Maine posteriormente obtenía la victoria en las elecciones presidenciales, lo que motivó una frase muy utilizada en política estadounidense: «As Maine goes, so goes the nation» (Donde va Maine, también va la nación). En 1932, la elección del demócrata Louis J. Brann había presagiado la llegada de Roosevelt a la presidencia. En estas elecciones, los republicanos obtuvieron un triunfo arrollador, con su candidato Lewis O. Barrows logrando el 56.03 % de los votos, imponiéndose en catorce de los dieciséis condados del estado, y logrando un abrumadora mayoría absoluta en la legislatura. La campaña de Landon resaltó este triunfo, considerando que podía provocar un viraje republicano a nivel nacional que le permitiera llegar a la presidencia.

## Encuestas de opinión
La influyente revista semanal The Literary Digest realizó una encuesta a sus lectores como lo hacía desde 1916, basada en diez millones de cuestionarios enviados a lectores y potenciales lectores. 2.27 millones dieron su respuesta. Dado que la encuesta de The Literary Digest había acertado en todas las anteriores ocasiones, se esperaba que no hubiera excepciones en esta ocasión. El resultado del sondeo predestinó un aplastante triunfo para Landon, con el 57.1 % de los votos y 370 electores contra un 41.2 % y 161 de Roosevelt, casi exactamente lo contrario a lo que finalmente sucedió. El inmenso error fue atribuido por algunos analistas a la supuesta homogeneidad de los suscriptores del Literary Digest, que en su mayoría serían republicanos y, por lo tanto, tendrían más posibilidades de votar por Landon que por Roosevelt. De hecho, cualquier otra encuesta realizada en este momento predijo que Roosevelt ganaría, aunque la mayoría esperaba que no obtuviera más de 360 votos electorales y nadie llegó a sugerir un resultando tan abrumador. Sin embargo, un artículo de 1976 en The American Statistician determinó que la razón real del error fue que el Literary Digest se basó en respuestas voluntarias y no aleatorias. De acuerdo con el artículo, los 2.27 millones de encuestados que respondieron a los cuestionarios representaron solo a un subconjunto de la población con un interés relativamente intenso en cuanto al tema en cuestión, y como tal no constituyen en ningún sentido una muestra aleatoria. Bajo ese criterio, resultaría claro que la minoría anti-Roosevelt se sintió más inclinada a expresar que votaría por Landon que la enorme mayoría pro-Roosevelt. Un estudio más detallado en 1988 mostró que tanto la muestra inicial como el sesgo provocado por permitir al encuestado no responder fueron factores determinantes, y que el error inicial fue que la muestra recibida no habría sido suficiente para predecir la victoria de Landon.  En cualquier caso, la abismal magnitud del error del Literary Digest (19.6 puntos en cuanto al voto popular real logrado por Roosevelt) destruyó la credibilidad de la revista, y se terminó disolviendo dieciocho meses después de los comicios.
Ese mismo año, al mismo tiempo que el Literary Digest predecía incorrectamente el triunfo de Landon, George Gallup, un ejecutivo de publicidad que había comenzado una encuesta científica, predijo que Roosevelt ganaría las elecciones en base al muestreo estadístico aleatorio. Aunque estos sondeos vaticinaron la victoria demócrata, ninguno se acercó demasiado al margen final de la victoria, y hubo algunos que predecían una contienda muchísimo más estrecha, siendo el máximo resultado predicho un 56 % a 44 %, en el último sondeo publicado en octubre de 1936, y el más bajo un 49 % a 45 % en el primero (realizado en julio). Otro sondeo fue realizado por Elmo Roper, que se acercó mucho más al resultado final de la elección, con un 0.9 % de precisión (59.9 % contra 37 %), prediciendo la victoria de Roosevelt y contribuyendo también a la generalización de las encuestas. La precisión de los pronósticos de Gallup y Roper fue una demostración muy visible del valor de los métodos estadísticos modernos. Sus predicciones correctas hicieron de las encuestas de opinión pública un elemento crítico de las elecciones para periodistas y, de hecho, para casi todos los políticos. La Encuesta Gallup se convertiría en un elemento básico de las futuras elecciones presidenciales, y sigue siendo una de las organizaciones electorales más prominentes del mundo.

## Resultados

### Elección general

Resultados por condado que indican explícitamente el porcentaje para el candidato ganador en cada uno.
Roosevelt— > 90 %
Roosevelt—80-90 %
Roosevelt—70-80 %
Roosevelt—60-70 %
Roosevelt—50-60 %
Roosevelt— < 50 %
Landon— < 50 %
Landon—50-60 %
Landon—60-70 %
Landon—70-80 %
Landon—80-90 %
Landon—>90 %

Roosevelt obtuvo la reelección por un margen arrollador, ganando en cuarenta y seis de los cuarenta y ocho estados y provocando un efecto arrastre en la elección parlamentaria que dejó al Partido Demócrata con el control de tres cuartas partes del Congreso. Solo superado posteriormente por el 61.05 % del también demócrata Lyndon B. Johnson en 1964, el 60.80 % obtenido por Roosevelt es el segundo porcentaje de voto popular más abultado en la historia electoral estadounidense, al menos en lo que respecta a elecciones disputadas. Del mismo modo, el 98.49 % de los votos electorales (523 sobre 531) ha sido desde entonces el mayor porcentaje de electores obtenidos por un solo candidato desde el surgimiento del sistema bipartidista (y a nivel histórico solo superado, en teoría, por los triunfos unánimes de George Washington en 1788 y 1792). Con 523 electores, Roosevelt ganó el mayor número de votos electorales absolutos jamás registrado en ese momento, hasta ahora solo superado por Ronald Reagan en 1984, cuando había siete votos más en disputa (525 sobre 538) con la incorporación de Alaska y Hawái. Garner ganó el porcentaje más alto del voto electoral de cualquier vicepresidente.
Por su parte, Landon se convirtió en el segundo candidato de un partido mayoritario en obtener menos de 10 votos electorales desde el surgimiento del bipartidismo, y con 8 electores, comparte el puesto de candidato de un partido mayoritario con menos votos electorales con el también republicano expresidente William Howard Taft al momento de buscar infructuosamente la reelección en 1912, obteniendo la misma cantidad. Ningún candidato de un partido importante ha ganado tan pocos votos electorales desde esta elección. Lo más cerca que nadie ha estado fue el oponente de Reagan en 1984, Walter Mondale, quien obtuvo solo 13 votos electorales. 
Esta fue la última vez que un candidato demócrata ganó ampliamente en la región occidental de Estados Unidos, ganando todos los estados por un margen de aproximadamente un 10 %, con la excepción de Kansas, estado del que Landon era gobernador, pero en el que de todas formas se impuso Roosevelt por casi ocho puntos, promoviendo un efecto arrastre que resultó en la victoria de Walter A. Huxman, candidato demócrata a la gobernación. Al oeste de los Estados de las Grandes Llanuras, Roosevelt ganó en todos los estados y perdió solo en ocho condados. Desde 1936, ni siquiera Richard Nixon en 1972 (ganando todos menos diecinueve condados), y nuevamente Reagan en 1984 (ganando todos menos veinte condados), se han acercado a una victoria tan desproporcionada. Después de 1936, Occidente se convirtió rápidamente en una fortaleza republicana, la única región que ha sido consistente en el partido que apoya durante tanto tiempo.
De los 3095 condados, parroquias y ciudades independientes existentes en ese momento, Roosevelt ganó en 2634 (85 %) contra 461 (15 %) de Landon. Los demócratas también ampliaron sus mayorías en el Congreso, ganando el control de más de las tres cuartas partes de los escaños en la Cámara de Representantes y el Senado. La elección vio la consolidación de la Coalición del Nuevo Acuerdo (New Deal Coalition), pues si bien los demócratas perdieron a algunos de sus aliados tradicionales en las grandes empresas, estos fueron casi automáticamente reemplazados por grupos como los trabajadores organizados y los afroamericanos, quienes se volcaron a apoyar al Partido Demócrata por primera vez desde la Guerra Civil. Roosevelt perdió votantes de altos ingresos, especialmente empresarios y profesionales, pero logró importantes avances entre los pobres y las minorías. Ganó el 86 % del voto judío, el 81 % del voto católico, el 80 % de los afiliados a sindicatos, el 76 % de los sureños, el 76 % de la población negra en las ciudades del norte y el 75 % de las personas que recibían ayuda estatal. Roosevelt ganó en 102 de las 106 ciudades de la nación con una población de 100 000 o más.
Algunos expertos políticos predijeron que el Partido Republicano, al que muchos votantes responsabilizaron por la Gran Depresión, desaparecería finalmente como partido político. Sin embargo, los republicanos regresarían con fuerza en las elecciones de medio término de 1938 y seguirían siendo una fuerza poderosa en el Congreso, aunque no obtendrían mayoría en ninguna de las dos cámaras hasta 1946 y no volverían a ganar la presidencia hasta 1952.
Landon solo logró ganar en dos estados, Vermont y Maine (este último donde la victoria republicana dos meses atrás habían contribuido a un triunfalismo tardío del partido), lo que desató numerosas bromas y comentarios satíricos posteriores a la elección. El presidente del Partido Demócrata, James Farley, quien de hecho había declarado durante la campaña que Roosevelt iba a perder solo estos dos estados, parodió la frase «donde va Maine, también va la nación» (que implicaba la supuesta certeza de que el partido ganador en Maine ganaría la presidencia), proclamando «donde va Maine, también va Vermont». El día posterior a las elecciones, un bromista colgó un letrero en la frontera entre Vermont y Nuevo Hampshire que decía: «Usted está saliendo de los Estados Unidos». Algunos de los asesores de Roosevelt incluso bromearon diciendo que los problemas fiscales de Estados Unidos podrían resolverse vendiendo Vermont o Maine a Canadá. Incluso después de pasado un cuarto de siglo desde que se convirtiera en un estado demócrata que generalmente apoya a los candidatos presidenciales de dicho partido, Vermont ha votado por más candidatos presidenciales republicanos que cualquier otro estado, con una hegemonía irrompible de ciento ocho años (desde la irrupción del partido en 1856 hasta el triunfo de Lyndon B. Johnson en 1964). Hasta la fecha, continúa siendo el estado en el que han triunfado más veces los candidatos de un mismo partido político en forma continua. Maine mantuvo una hegemonía republicana similar, con la sola excepción de la victoria de Woodrow Wilson en 1912. Fue también la primera vez que el candidato demócrata ganó en Pensilvania desde James Buchanan en 1856. A pesar de lo anterior, el resultado de Roosevelt en Maine y Vermont fue de todas formas uno de los mejores logrados por un candidato demócrata, al menos hasta el momento.
Muchas de las victorias de Roosevelt a nivel estatal marcaron hitos que nunca se volvieron a repetir, o bien quebraron hegemonías republicanas de larga duración. Esta fue la última elección hasta 1964 en la que los demócratas ganaron en Indiana, Kansas, Nebraska, Dakota del Norte y Dakota del Sur. De hecho, sigue siendo la única ocasión en la que los demócratas ganaron estos estados tradicionalmente republicanos por dos elecciones consecutivas. Los demócratas solo volverían a ganar en Indiana en 1964 (con Johnson) y en 2008 (con Barack Obama), y las únicas dos derrotas del Partido Republicano en Indiana y Dakota del Sur desde su fundación. Los demócratas no volverían a ganar en Iowa y Colorado hasta 1948 (con Harry S. Truman). El resultado de Roosevelt fue el mayor porcentaje recibido por cualquier demócrata en los cuatro estados siguientes: Wisconsin (63.8 %), Oregón (64.42 %), Washington (66.38 %) y Wyoming (60.58 %), y el mayor porcentaje recibido por cualquier candidato en tres estados: Carolina del Sur (98.57 %), California (66.95 %) y Arizona (69.85 %). Fue la última vez que un candidato demócrata superó el 70 % de los votos en Virginia y Nevada, y el 60 % en Idaho, Montana, Wyoming, Utah, Arizona y Nuevo México. Hubo a su vez numerosos condados en varios estados donde Roosevelt fue el último candidato demócrata en ganar, y otros donde no volvería a ganar en más de tres cuartos de siglo.
|  | 60.80 % |

|  | 98.49 % |

|  | 36.54 % |

|  | 1.51 % |

|  | 1.95 % |

|  | 0.41 % |

|  | 0.17 % |

|  | 0.08 % |

|  | 0.03 % |

|  | 0.003 % |

|  | 0.003 % |

|  | 100 % |

|  | 100 % |

| \| Voto popular \| Voto popular \| Voto popular \| Voto popular \| Voto popular \| \| ------------ \| ------------ \| ------------ \| ------------ \| ------------ \| \| Candidato \| \| \| \| \| \| Roosevelt \| Roosevelt \| \| 60.80 % \| 60.80 % \| \| Landon \| Landon \| \| 36.54 % \| 36.54 % \| \| Lemke \| Lemke \| \| 1.95 % \| 1.95 % \| \| Thomas \| Thomas \| \| 0.41 % \| 0.41 % \| \| Browder \| Browder \| \| 0.17 % \| 0.17 % \| \| Otros \| Otros \| \| 0.12 % \| 0.12 % \| |           |  |         |         |
| Voto popular |           |  |         |         |
| Candidato |           |  |         |         |
| Roosevelt | Roosevelt |  | 60.80 % | 60.80 % |
| Landon | Landon    |  | 36.54 % | 36.54 % |
| Lemke | Lemke     |  | 1.95 %  | 1.95 %  |
| Thomas | Thomas    |  | 0.41 %  | 0.41 %  |
| Browder | Browder   |  | 0.17 %  | 0.17 %  |
| Otros | Otros     |  | 0.12 %  | 0.12 %  |

| \| Voto electoral \| Voto electoral \| Voto electoral \| Voto electoral \| Voto electoral \| \| -------------- \| -------------- \| -------------- \| -------------- \| -------------- \| \| Candidato \| \| \| \| \| \| Roosevelt \| Roosevelt \| \| 98.49 % \| 98.49 % \| \| Landon \| Landon \| \| 1.51 % \| 1.51 % \| |           |  |         |         |
| Voto electoral |           |  |         |         |
| Candidato |           |  |         |         |
| Roosevelt | Roosevelt |  | 98.49 % | 98.49 % |
| Landon | Landon    |  | 1.51 %  | 1.51 %  |

### Resultados por estado
|                                               |                                               |                                               |                                                              |                                                              |                                                              |                                                              |                                                                |                                                                |                                                                |                                                                |                                                                |                                                       |                                                       |                                                       |                                                       |                                                       |                                                                           |                                                                           |                                                                           |                                                                           |
| Resultado general por condado.                | Resultado general por condado.                | Resultado general por condado.                | Porcentaje del Partido Demócrata por condado.                | Porcentaje del Partido Demócrata por condado.                | Porcentaje del Partido Demócrata por condado.                | Porcentaje del Partido Demócrata por condado.                | Porcentaje del Partido Republicano por condado.                | Porcentaje del Partido Republicano por condado.                | Porcentaje del Partido Republicano por condado.                | Porcentaje del Partido Republicano por condado.                | Porcentaje del Partido Republicano por condado.                | Porcentaje de los «otros» por condado.                | Porcentaje de los «otros» por condado.                | Porcentaje de los «otros» por condado.                | Porcentaje de los «otros» por condado.                | Porcentaje de los «otros» por condado.                | Porcentaje del Partido Laboral Estadounidense por condado.                | Porcentaje del Partido Laboral Estadounidense por condado.                | Porcentaje del Partido Laboral Estadounidense por condado.                | Porcentaje del Partido Laboral Estadounidense por condado.                |
|                                               |                                               |                                               |                                                              |                                                              |                                                              |                                                              |                                                                |                                                                |                                                                |                                                                |                                                                |                                                       |                                                       |                                                       |                                                       |                                                       |                                                                           |                                                                           |                                                                           |                                                                           |
| Cartograma del resultado general por condado. | Cartograma del resultado general por condado. | Cartograma del resultado general por condado. | Cartograma del porcentaje del Partido Demócrata por condado. | Cartograma del porcentaje del Partido Demócrata por condado. | Cartograma del porcentaje del Partido Demócrata por condado. | Cartograma del porcentaje del Partido Demócrata por condado. | Cartograma del porcentaje del Partido Republicano por condado. | Cartograma del porcentaje del Partido Republicano por condado. | Cartograma del porcentaje del Partido Republicano por condado. | Cartograma del porcentaje del Partido Republicano por condado. | Cartograma del porcentaje del Partido Republicano por condado. | Cartograma del porcentaje de los «otros» por condado. | Cartograma del porcentaje de los «otros» por condado. | Cartograma del porcentaje de los «otros» por condado. | Cartograma del porcentaje de los «otros» por condado. | Cartograma del porcentaje de los «otros» por condado. | Cartograma del porcentaje del Partido Laboral Estadounidense por condado. | Cartograma del porcentaje del Partido Laboral Estadounidense por condado. | Cartograma del porcentaje del Partido Laboral Estadounidense por condado. | Cartograma del porcentaje del Partido Laboral Estadounidense por condado. |
|                                               |                                               | Franklin D. Roosevelt Demócrata               | Franklin D. Roosevelt Demócrata                              | Franklin D. Roosevelt Demócrata                              | Alfred Landon Republicano                                    | Alfred Landon Republicano                                    | Alfred Landon Republicano                                      | William Lemke Unión                                            | William Lemke Unión                                            | William Lemke Unión                                            | Norman Thomas Socialista                                       | Norman Thomas Socialista                              | Norman Thomas Socialista                              | Otros                                                 | Otros                                                 | Otros                                                 | Margen                                                                    | Margen                                                                    | Total                                                                     | Total                                                                     |
| Estado                                        | votos electorales                             | #                                             | %                                                            | votos electorales                                            | #                                                            | %                                                            | votos electorales                                              | #                                                              | %                                                              | votos electorales                                              | #                                                              | %                                                     | votos electorales                                     | #                                                     | %                                                     | votos electorales                                     | #                                                                         | %                                                                         | #                                                                         |                                                                           |
| Alabama                                       | 11                                            | 238 136                                       | 86.38                                                        | 11                                                           | 35 358                                                       | 12.82                                                        | -                                                              | 551                                                            | 0.20                                                           | -                                                              | 242                                                            | 0.09                                                  | -                                                     | 1397                                                  | 0.51                                                  | -                                                     | 202 838                                                                   | 73.56                                                                     | 275 244                                                                   | AL                                                                        |
| Arizona                                       | 3                                             | 86 722                                        | 69.85                                                        | 3                                                            | 33 433                                                       | 26.93                                                        | -                                                              | 3307                                                           | 2.66                                                           | -                                                              | 317                                                            | 0.26                                                  | -                                                     | 384                                                   | 0.31                                                  | -                                                     | 53 289                                                                    | 42.92                                                                     | 124 163                                                                   | AZ                                                                        |
| Arkansas                                      | 9                                             | 146 765                                       | 81.80                                                        | 9                                                            | 32 039                                                       | 17.86                                                        | -                                                              | 4                                                              | 0.00                                                           | -                                                              | 446                                                            | 0.25                                                  | -                                                     | 169                                                   | 0.09                                                  | -                                                     | 114 726                                                                   | 63.94                                                                     | 179 423                                                                   | AR                                                                        |
| California                                    | 22                                            | 1 766 836                                     | 66.95                                                        | 22                                                           | 836 431                                                      | 31.70                                                        | -                                                              | -                                                              | -                                                              | -                                                              | 11 331                                                         | 0.43                                                  | -                                                     | 24 284                                                | 0.92                                                  | -                                                     | 930 405                                                                   | 35.26                                                                     | 2 638 882                                                                 | CA                                                                        |
| Colorado                                      | 6                                             | 295 021                                       | 60.37                                                        | 6                                                            | 181 267                                                      | 37.09                                                        | -                                                              | 9962                                                           | 2.04                                                           | -                                                              | 1593                                                           | 0.33                                                  | -                                                     | 841                                                   | 0.17                                                  | -                                                     | 113 754                                                                   | 23.28                                                                     | 488 684                                                                   | CO                                                                        |
| Connecticut                                   | 8                                             | 382 129                                       | 55.32                                                        | 8                                                            | 278 685                                                      | 40.35                                                        | -                                                              | 21 805                                                         | 3.16                                                           | -                                                              | 5683                                                           | 0.82                                                  | -                                                     | 2421                                                  | 0.35                                                  | -                                                     | 103 444                                                                   | 14.98                                                                     | 690 723                                                                   | CT                                                                        |
| Delaware                                      | 3                                             | 69 702                                        | 54.62                                                        | 3                                                            | 57 236                                                       | 44.85                                                        | -                                                              | 442                                                            | 0.35                                                           | -                                                              | 172                                                            | 0.13                                                  | -                                                     | 51                                                    | 0.04                                                  | -                                                     | 12 466                                                                    | 9.77                                                                      | 127 603                                                                   | DE                                                                        |
| Florida                                       | 7                                             | 249 117                                       | 76.10                                                        | 7                                                            | 78 248                                                       | 23.90                                                        | -                                                              | -                                                              | -                                                              | -                                                              | -                                                              | -                                                     | -                                                     | -                                                     | -                                                     | -                                                     | 170 869                                                                   | 52.20                                                                     | 327 365                                                                   | FL                                                                        |
| Georgia                                       | 12                                            | 255 364                                       | 87.10                                                        | 12                                                           | 36 942                                                       | 12.60                                                        | -                                                              | 141                                                            | 0.05                                                           | -                                                              | 68                                                             | 0.02                                                  | -                                                     | 660                                                   | 0.23                                                  | -                                                     | 218 422                                                                   | 74.50                                                                     | 293 175                                                                   | GA                                                                        |
| Idaho                                         | 4                                             | 125 683                                       | 62.96                                                        | 4                                                            | 66 256                                                       | 33.19                                                        | -                                                              | 7678                                                           | 3.85                                                           | -                                                              | -                                                              | -                                                     | -                                                     | -                                                     | -                                                     | -                                                     | 59 427                                                                    | 29.77                                                                     | 199 617                                                                   | ID                                                                        |
| Illinois                                      | 29                                            | 2 282 999                                     | 57.70                                                        | 29                                                           | 1 570 393                                                    | 39.69                                                        | -                                                              | 89 439                                                         | 2.26                                                           | -                                                              | 7530                                                           | 0.19                                                  | -                                                     | 6161                                                  | 0.16                                                  | -                                                     | 712 606                                                                   | 18.01                                                                     | 3 956 522                                                                 | IL                                                                        |
| Indiana                                       | 14                                            | 934 974                                       | 56.63                                                        | 14                                                           | 691 570                                                      | 41.89                                                        | -                                                              | 19 407                                                         | 1.18                                                           | -                                                              | 3856                                                           | 0.23                                                  | -                                                     | 1090                                                  | 0.07                                                  | -                                                     | 243 404                                                                   | 14.74                                                                     | 1 650 897                                                                 | IN                                                                        |
| Iowa                                          | 11                                            | 621 756                                       | 54.41                                                        | 11                                                           | 487 977                                                      | 42.70                                                        | -                                                              | 29 687                                                         | 2.60                                                           | -                                                              | 1373                                                           | 0.12                                                  | -                                                     | 1940                                                  | 0.17                                                  | -                                                     | 133 779                                                                   | 11.71                                                                     | 1 142 733                                                                 | IA                                                                        |
| Kansas                                        | 9                                             | 464 520                                       | 53.67                                                        | 9                                                            | 397 727                                                      | 45.95                                                        | -                                                              | 497                                                            | 0.06                                                           | -                                                              | 2770                                                           | 0.32                                                  | -                                                     | -                                                     | -                                                     | -                                                     | 66 793                                                                    | 7.72                                                                      | 865 014                                                                   | KS                                                                        |
| Kentucky                                      | 11                                            | 541 944                                       | 58.51                                                        | 11                                                           | 369 702                                                      | 39.92                                                        | -                                                              | 12 501                                                         | 1.35                                                           | -                                                              | 632                                                            | 0.07                                                  | -                                                     | 1424                                                  | 0.15                                                  | -                                                     | 172 242                                                                   | 18.60                                                                     | 926 203                                                                   | KY                                                                        |
| Luisiana                                      | 10                                            | 292 894                                       | 88.82                                                        | 10                                                           | 36 791                                                       | 11.16                                                        | -                                                              | -                                                              | -                                                              | -                                                              | -                                                              | -                                                     | -                                                     | 93                                                    | 0.00                                                  | -                                                     | 256 103                                                                   | 77.66                                                                     | 329 778                                                                   | LA                                                                        |
| Maine                                         | 5                                             | 126 333                                       | 41.52                                                        | -                                                            | 168 823                                                      | 55.49                                                        | 5                                                              | 7581                                                           | 2.49                                                           | -                                                              | 783                                                            | 0.26                                                  | -                                                     | 720                                                   | 0.24                                                  | -                                                     | -42 490                                                                   | -13.97                                                                    | 304 240                                                                   | ME                                                                        |
| Maryland                                      | 8                                             | 389 612                                       | 62.35                                                        | 8                                                            | 231 435                                                      | 37.04                                                        | -                                                              | -                                                              | -                                                              | -                                                              | 1629                                                           | 0.26                                                  | -                                                     | 2220                                                  | 0.36                                                  | -                                                     | 158 177                                                                   | 25.31                                                                     | 624 896                                                                   | MD                                                                        |
| Massachusetts                                 | 17                                            | 942 716                                       | 51.22                                                        | 17                                                           | 768 613                                                      | 41.76                                                        | -                                                              | 118 639                                                        | 6.45                                                           | -                                                              | 5111                                                           | 0.28                                                  | -                                                     | 5278                                                  | 0.29                                                  | -                                                     | 174 103                                                                   | 9.46                                                                      | 1 840 357                                                                 | MA                                                                        |
| Míchigan                                      | 19                                            | 1 016 794                                     | 56.33                                                        | 19                                                           | 699 733                                                      | 38.76                                                        | -                                                              | 75 795                                                         | 4.20                                                           | -                                                              | 8208                                                           | 0.45                                                  | -                                                     | 4568                                                  | 0.25                                                  | -                                                     | 317 061                                                                   | 17.56                                                                     | 1 805 098                                                                 | MI                                                                        |
| Minesota                                      | 11                                            | 698 811                                       | 61.84                                                        | 11                                                           | 350 461                                                      | 31.01                                                        | -                                                              | 74 296                                                         | 6.58                                                           | -                                                              | 2872                                                           | 0.25                                                  | -                                                     | 3535                                                  | 0.31                                                  | -                                                     | 348 350                                                                   | 30.83                                                                     | 1 129 975                                                                 | MN                                                                        |
| Misisipi                                      | 9                                             | 157 318                                       | 97.06                                                        | 9                                                            | 4443                                                         | 2.74                                                         | -                                                              | -                                                              | -                                                              | -                                                              | 329                                                            | 0.20                                                  | -                                                     | -                                                     | -                                                     | -                                                     | 152 875                                                                   | 94.31                                                                     | 162 090                                                                   | MS                                                                        |
| Misuri                                        | 15                                            | 1 111 043                                     | 60.76                                                        | 15                                                           | 697 891                                                      | 38.16                                                        | -                                                              | 14 630                                                         | 0.80                                                           | -                                                              | 3454                                                           | 0.19                                                  | -                                                     | 1617                                                  | 0.09                                                  | -                                                     | 413 152                                                                   | 22.59                                                                     | 1 828 635                                                                 | MO                                                                        |
| Montana                                       | 4                                             | 159 690                                       | 69.28                                                        | 4                                                            | 63 598                                                       | 27.59                                                        | -                                                              | 5549                                                           | 2.41                                                           | -                                                              | 1066                                                           | 0.46                                                  | -                                                     | 609                                                   | 0.26                                                  | -                                                     | 96 092                                                                    | 41.69                                                                     | 230 512                                                                   | MT                                                                        |
| Nebraska                                      | 7                                             | 347 445                                       | 57.14                                                        | 7                                                            | 247 731                                                      | 40.74                                                        | -                                                              | 12 847                                                         | 2.11                                                           | -                                                              | -                                                              | -                                                     | -                                                     | -                                                     | -                                                     | -                                                     | 99 714                                                                    | 16.40                                                                     | 608 023                                                                   | NE                                                                        |
| Nevada                                        | 3                                             | 31 925                                        | 72.81                                                        | 3                                                            | 11 923                                                       | 27.19                                                        | -                                                              | -                                                              | -                                                              | -                                                              | -                                                              | -                                                     | -                                                     | -                                                     | -                                                     | -                                                     | 20 002                                                                    | 45.62                                                                     | 43 848                                                                    | NV                                                                        |
| Nuevo Hampshire                               | 4                                             | 108 460                                       | 49.73                                                        | 4                                                            | 104 642                                                      | 47.98                                                        | -                                                              | 4819                                                           | 2.21                                                           | -                                                              | -                                                              | -                                                     | -                                                     | 193                                                   | 0.09                                                  | -                                                     | 3818                                                                      | 1.75                                                                      | 218 114                                                                   | NH                                                                        |
| Nueva Jersey                                  | 16                                            | 1 083 850                                     | 59.54                                                        | 16                                                           | 720 322                                                      | 39.57                                                        | -                                                              | 9407                                                           | 0.52                                                           | -                                                              | 3931                                                           | 0.22                                                  | -                                                     | 2927                                                  | 0.16                                                  | -                                                     | 364 128                                                                   | 19.97                                                                     | 1 820 437                                                                 | NJ                                                                        |
| Nuevo México                                  | 3                                             | 106 037                                       | 62.69                                                        | 3                                                            | 61 727                                                       | 36.50                                                        | -                                                              | 924                                                            | 0.55                                                           | -                                                              | 343                                                            | 0.20                                                  | -                                                     | 105                                                   | 0.06                                                  | -                                                     | 44 310                                                                    | 26.20                                                                     | 169 176                                                                   | NM                                                                        |
| Nueva York                                    | 47                                            | 3 293 222                                     | 58.85                                                        | 47                                                           | 2 180 670                                                    | 38.97                                                        | -                                                              | -                                                              | -                                                              | -                                                              | 86 897                                                         | 1.55                                                  | -                                                     | 35 609                                                | 0.64                                                  | -                                                     | 1 112 552                                                                 | 19.88                                                                     | 5 596 398                                                                 | NY                                                                        |
| Carolina del Norte                            | 13                                            | 616 141                                       | 73.40                                                        | 13                                                           | 223 283                                                      | 26.60                                                        | -                                                              | 2                                                              | 0.00                                                           | -                                                              | 21                                                             | 0.00                                                  | -                                                     | 17                                                    | 0.00                                                  | -                                                     | 392 858                                                                   | 46.80                                                                     | 839 464                                                                   | NC                                                                        |
| Dakota del Norte                              | 4                                             | 163 148                                       | 59.60                                                        | 4                                                            | 72 751                                                       | 26.58                                                        | -                                                              | 36 708                                                         | 13.41                                                          | -                                                              | 552                                                            | 0.20                                                  | -                                                     | 557                                                   | 0.20                                                  | -                                                     | 90 397                                                                    | 33.03                                                                     | 273 716                                                                   | ND                                                                        |
| Ohio                                          | 26                                            | 1 747 140                                     | 57.99                                                        | 26                                                           | 1 127 855                                                    | 37.44                                                        | -                                                              | 132 212                                                        | 4.39                                                           | -                                                              | 117                                                            | 0.00                                                  | -                                                     | 5265                                                  | 0.17                                                  | -                                                     | 619 285                                                                   | 20.56                                                                     | 3 012 589                                                                 | OH                                                                        |
| Oklahoma                                      | 11                                            | 501 069                                       | 66.83                                                        | 11                                                           | 245 122                                                      | 32.69                                                        | -                                                              | -                                                              | -                                                              | -                                                              | 2221                                                           | 0.30                                                  | -                                                     | 1328                                                  | 0.18                                                  | -                                                     | 255 947                                                                   | 34.14                                                                     | 749 740                                                                   | OK                                                                        |
| Oregón                                        | 5                                             | 266 733                                       | 64.42                                                        | 5                                                            | 122 706                                                      | 29.64                                                        | -                                                              | 21 831                                                         | 5.27                                                           | -                                                              | 2143                                                           | 0.52                                                  | -                                                     | 608                                                   | 0.15                                                  | -                                                     | 144 027                                                                   | 34.79                                                                     | 414 021                                                                   | OR                                                                        |
| Pensilvania                                   | 36                                            | 2 353 987                                     | 56.88                                                        | 36                                                           | 1 690 200                                                    | 40.84                                                        | -                                                              | 67 468                                                         | 1.63                                                           | -                                                              | 14 599                                                         | 0.35                                                  | -                                                     | 12 172                                                | 0.29                                                  | -                                                     | 663 787                                                                   | 16.04                                                                     | 4 138 426                                                                 | PA                                                                        |
| Rhode Island                                  | 4                                             | 165 238                                       | 53.10                                                        | 4                                                            | 125 031                                                      | 40.18                                                        | -                                                              | 19 569                                                         | 6.29                                                           | -                                                              | -                                                              | -                                                     | -                                                     | 1340                                                  | 0.43                                                  | -                                                     | 40 207                                                                    | 12.92                                                                     | 311 178                                                                   | RI                                                                        |
| Carolina del Sur                              | 8                                             | 113 791                                       | 98.57                                                        | 8                                                            | 1646                                                         | 1.43                                                         | -                                                              | -                                                              | -                                                              | -                                                              | -                                                              | -                                                     | -                                                     | -                                                     | -                                                     | -                                                     | 112 145                                                                   | 97.15                                                                     | 115 437                                                                   | SC                                                                        |
| Dakota del Sur                                | 4                                             | 160 137                                       | 54.02                                                        | 4                                                            | 125 977                                                      | 42.49                                                        | -                                                              | 10 338                                                         | 3.49                                                           | -                                                              | -                                                              | -                                                     | -                                                     | -                                                     | -                                                     | -                                                     | 34 160                                                                    | 11.52                                                                     | 296 472                                                                   | SD                                                                        |
| Tennessee                                     | 11                                            | 328 083                                       | 68.85                                                        | 11                                                           | 146 520                                                      | 30.75                                                        | -                                                              | 296                                                            | 0.06                                                           | -                                                              | 686                                                            | 0.14                                                  | -                                                     | 953                                                   | 0.20                                                  | -                                                     | 181 563                                                                   | 38.10                                                                     | 476 538                                                                   | TN                                                                        |
| Texas                                         | 23                                            | 734 485                                       | 87.08                                                        | 23                                                           | 103 874                                                      | 12.31                                                        | -                                                              | 3281                                                           | 0.39                                                           | -                                                              | 1075                                                           | 0.13                                                  | -                                                     | 767                                                   | 0.09                                                  | -                                                     | 630 611                                                                   | 74.76                                                                     | 843 482                                                                   | TX                                                                        |
| Utah                                          | 4                                             | 150 246                                       | 69.34                                                        | 4                                                            | 64 555                                                       | 29.79                                                        | -                                                              | 1121                                                           | 0.52                                                           | -                                                              | 432                                                            | 0.20                                                  | -                                                     | 323                                                   | 0.15                                                  | -                                                     | 85 691                                                                    | 39.55                                                                     | 216 677                                                                   | UT                                                                        |
| Vermont                                       | 3                                             | 62 124                                        | 43.24                                                        | -                                                            | 81 023                                                       | 56.39                                                        | 3                                                              | -                                                              | -                                                              | -                                                              | -                                                              | -                                                     | -                                                     | 542                                                   | 0.38                                                  | -                                                     | -18 899                                                                   | -13.15                                                                    | 143 689                                                                   | VT                                                                        |
| Virginia                                      | 11                                            | 234 980                                       | 70.23                                                        | 11                                                           | 98 336                                                       | 29.39                                                        | -                                                              | 233                                                            | 0.07                                                           | -                                                              | 313                                                            | 0.09                                                  | -                                                     | 728                                                   | 0.22                                                  | -                                                     | 136 644                                                                   | 40.84                                                                     | 334 590                                                                   | VA                                                                        |
| Washington                                    | 8                                             | 459 579                                       | 66.38                                                        | 8                                                            | 206 892                                                      | 29.88                                                        | -                                                              | 17 463                                                         | 2.52                                                           | -                                                              | 3496                                                           | 0.50                                                  | -                                                     | 4908                                                  | 0.71                                                  | -                                                     | 252 687                                                                   | 36.50                                                                     | 692 338                                                                   | WA                                                                        |
| Virginia Occidental                           | 8                                             | 502 582                                       | 60.56                                                        | 8                                                            | 325 358                                                      | 39.20                                                        | -                                                              | -                                                              | -                                                              | -                                                              | 832                                                            | 0.10                                                  | -                                                     | 1173                                                  | 0.14                                                  | -                                                     | 177 224                                                                   | 21.35                                                                     | 829 945                                                                   | WV                                                                        |
| Wisconsin                                     | 12                                            | 802 984                                       | 63.80                                                        | 12                                                           | 380 828                                                      | 30.26                                                        | -                                                              | 60 297                                                         | 4.79                                                           | -                                                              | 10 626                                                         | 0.84                                                  | -                                                     | 3.825                                                 | 0.30                                                  | -                                                     | 422 156                                                                   | 33.54                                                                     | 1 258 560                                                                 | WI                                                                        |
| Wyoming                                       | 3                                             | 62 624                                        | 60.58                                                        | 3                                                            | 38 739                                                       | 37.47                                                        | -                                                              | 1653                                                           | 1.60                                                           | -                                                              | 200                                                            | 0.19                                                  | -                                                     | 166                                                   | 0.16                                                  | -                                                     | 23 885                                                                    | 23.10                                                                     | 103 382                                                                   | WY                                                                        |
| Total                                         | 531                                           | 27 752 648                                    | 60.80                                                        | 523                                                          | 16 681 862                                                   | 36.54                                                        | 8                                                              | 892 378                                                        | 1.95                                                           | -                                                              | 187 910                                                        | 0.41                                                  | -                                                     | 132 901                                               | 0.29                                                  | -                                                     | 11 070 786                                                                | 24.25                                                                     | 45 647 699                                                                | US                                                                        |